# Gortyna joannisi
Gortyna joannisi är en fjärilsart som beskrevs av Charles Boursin 1928. Gortyna joannisi ingår i släktet Gortyna och familjen nattflyn. Inga underarter finns listade i Catalogue of Life.